# Last Vegas
Last Vegas (titulado en español Plan en Las Vegas en España, Último viaje a Las Vegas en Hispanoamérica) es una película de comedia del 2013 dirigida por Jon Turteltaub. Sus protagonistas son Michael Douglas, Robert De Niro, Morgan Freeman y Kevin Kline. La película se estrenó en los Estados Unidos el 1 de noviembre de 2013 y posteriormente en el resto del mundo.

## Argumento
Cuatro mejores amigos de alrededor de sesenta años de edad -Billy, Paddy, Sam, y Archie- deciden celebrar la despedida de soltero de Billy —el último de ellos en casarse— en  Las Vegas. Tendrán muchas aventuras y locuras durante su viaje, con un final que valdrá la pena.

## Elenco
- Michael Douglas como Billy Gherson.
- Robert De Niro como Patrick "Paddy" Connors.
- Morgan Freeman como Archibald "Archie" Clayton.
- Kevin Kline como Sam Harris.
- Mary Steenburgen como Diana Boyle.
- Jerry Ferrara como Todd.
- Romany Malco como Lonnie.
- Roger Bart como Maurice.
- Joanna Gleason como Miriam Harris.
- Michael Ealy como Ezra Clayton.
- Bre Blair como Lisa.
- Weronika Rosati como Veronica.
- Redfoo como el mismo.
- Curtis "50 Cent" Jackson como el mismo (cameo).
- Tip "T.I." Harris como el mismo (cameo).